# Schwemmbach
Der Schwemmbach, am Oberlauf auch Riedlbach, älter Ach-Bach oder Triftbach sowie heute noch Scheiterbach genannt entspringt im südöstlichen Kobernaußerwald in Oberösterreich und mündet in die Mattig.

## Hydrologische Beschreibung

### Lauf und Landschaft
Seine Quelle liegt im Gemeindegebiet von Lohnsburg am Kobernaußerwald, am Steiglberg auf 700 m Meereshöhe, im Gebiet der Talungsmulde am Hauptkamm des Hausruck-und-Kobernaußerwald-Zuges zwischen Steiglberg und Hamberg östlich.
Er wird ab der Abzweigung des Schwarzmoostales bei der Ortschaft Hocheck (Gemeinde Pöndorf) als Schwemmbach benannt und heißt oberhalb dieser Stelle, auch heute noch bei den Einheimischen Riedlbach (FLOZ 3).
Im Gewässerverzeichnis des hydrografischen Dienstes wird aber auch der oberste Abschnitt als Schwemmbach angesprochen. Ab der Einmündung des Schwarzmoosbaches hat der Schwemmbach die FLOZ 4. In diesen Abschnitt zweigen zwei Nebentälchen rechts ab, Hundstal (zum Hamberg) und Rabenbachtal (zur Schranne). Im Schwarzmoostal links verläuft die L508 Kobernaußer Straße zum Steiglberg und in das Innviertel.
Der Schwemmbach fließt in südwestlicher Richtung über Höcken (Gemeinde Lengau) und Schneegattern zwischen Südkante des Kobernaußerwalds und Krenwald. Bei Höcken endet der kobernaußerwaldseitige Ausbau der L508, die L1282 Pöndorfer Straße führt in das Vöcklatal. Bei Schneegattern mündet das Weißenbachtal, bei Ober- und Mittererb Erknertal und Mehrental (vom Stierberg), jeweils von Norden (rechts).
Bei Friedburg tritt der Schwemmbach in das weite Mattigtal ein, wo er sich nordwestwärts wendet und den Hainbach (von Straßwalchen) aufnimmt. Über Teichstätt und Munderfing folgt er geradlinig scharf dem Fuß des Kobernaußerwald, mit einigen kleinen Gerinnen. Es zweigen etliche Kleintäler ab, Rossmarktal bei Heiligenstatt, Bräutal bei Aug, Parzer Tal bei Parz, Achtal bei Achtal, Katztal bei Katztal sowie Teufeltal bei Munderfing-Bradirn. Diesem weiteren Lauf folgt die B147 Braunauer Straße und auch etwas abseits die Mattigtalbahn.
Dann fließt er gegen die Talungsmitte Mattighofen zu, passiert die Stadt durch einen Haken aber östlich zwischen Stadt und Schalchen. Er läuft weiter weitgehend geradlinig zur anderen Talseite, wo noch der Schalchener Brunnbach einmündet. Dann mündet er bei Höfen (Gemeinde Helpfau-Uttendorf) südlich Uttendorf von rechts in die Mattig.
Bis zu seiner Einmündung auf etwa 420 m ü. A. hat er eine Gesamtlänge von 35,7 km und entwässert ein Einzugsgebiet von rund 220 km².
Der Schwemmbach legt in seinem Längsverlauf einen Höhenunterschied von ca. 250 Höhenmetern zurück, das Gefälle ist über seine gesamte Länge relativ konstant und beträgt durchschnittlich 6,6 ‰. Lediglich die obersten 5 km zeigen ein deutlich höheres Gefälle von 15 ‰.
Er gehört laut Fließgewässer-Grundtypen Österreichs zu den Gewässern des nördlichen Vorlandes.

### Einzugsgebiet und Zuflüsse
Durch seinen Lauf entwässert der Schwemmbach die gesamte Süd- und Westseite des Kobernaußerwalds, das obere Mattigtal wie auch das Straßwalchener Gemeindegebiet zwischen Wallerseegebiet und Vöcklatal bis in die Gemeinde Oberhofen, die gutteils schon zum Mondseeland und dem Salzkammergut gehört, und damit auch die Nordseite des Irrsbergs, des letzten Ausläufers der Alpen (Salzkammergut-Berge).
Wesentlichere Zubringer sind:
- Hundstalbach links, mit 2,8 30 km² Einzugsgebiet
- Rabenbach links, mit 2,9 30 km² Einzugsgebiet
- Schwarzmoosbach rechts, mit 2,9 30 km²  Einzugsgebiet
- Weißenbach, der bei Schneegattern (km 23,9) rechts einmündet, entwässert ein Einzugsgebiet von ca. 30 km² Fläche
- Hainbach bei Teichstätt, entwässert ein Einzugsgebiet von 62,4 km² um Straßwalchen
- Schalchener Brunnbach, kurz oberhalb der Schwemmbachmündung von rechts, mit einem Einzugsgebiet von ebenfalls ca. 30 km².

### Abfluss
Am Schwemmbach werden die Abflussverhältnisse durch drei Schreibpegel des Hydrographischen Dienstes dokumentiert. Am untersten Pegel bei Furth (Fluss-km 2,0) beträgt das mittlere jährliche Niederwasser (MNQ) der Reihe 1981–1989 0,15 m³/s, der mittlere Abfluss (MQ) 0,87 m³/s und das mittlere Hochwasser (MHQ) 6,6 m³/s. Bezogen auf das Einzugsgebiet entspricht der Mittelwasserabfluss beim Pegel Furth einer Wasserspende von nur 4,6 l/s.km². Diese geringe Wasserspende ist aber nicht als Folge geringerer Niederschlagsmengen zu sehen, sondern vielmehr als Folge der Versickerungen in den Untergrund.
Am Schwemmbach zeigt das Abflussregime nach den Angaben des Hydrografischen Zentralbüros verglichen mit anderen Flüssen in Oberösterreich, nur geringe Schwankungen: In den Wintermonaten Dezember bis April liegen die Abflussmittel um bzw. knapp über 1 m³/s, in den Monaten September und Oktober um 0,5 m³/s.

## Geschichte und Geologie des Schwemmbaches
Geologisch gehört das Einzugsgebiet des Schwemmbaches zum südlichen Teil des Alpenvorlands. Die Geologen bezeichnen diesen Raum als Molassezone. In diesen tertiären Sedimentationen sind im Einzugsbereich des Schwemmbaches auch mehrere Lagen Erdgas und Erdöl führender Schotter und Sande eingelagert.
Der Kobernaußer Wald ist der Rest eines riesigen Schwemmfächers, der vor zehn bis zwei Millionen Jahren in das Molassebecken hinein von den aus den jungen Alpen kommenden Flüssen abgelagert wurde und sich später verfestigte. Es ist anzunehmen, dass das gesamte Innviertel ursprünglich von einer zusammenhängenden Decke der Hausruck- und Kobernaußerwaldschotter bedeckt war, diese aber durch eine spätere Landhebung und dadurch bedingte stärkere Erosion sowie die folgende Entwicklung neuer Entwässerungssysteme über weite Teile unterschiedlich stark erodiert wurde.
Im südlichen Teil des Siedlberges und in Teilen des Geinberges sind noch Reste dieser Schotter erhalten. Im Schwemmbachtal und den weiter westlich gelegenen Teilen des Innviertels wurden diese spättertiären Schotter bis in tiefe Lagen abgetragen und sind heute von fluvioglazialen pleistozänen Sedimenten überlagert. Im Kobernaußerwald sind die Kohleführenden Süßwasserschichten noch die bildende Hauptmasse.

### Eiszeitliche Folgen
Die Periode der Eiszeiten genannt, beginnt vor etwa zwei Millionen Jahren und gestaltete den westlichen Teil des Schwemmbachtales. Von den vier Eiszeiten findet man im Schwemmbachtal nur Spuren der beiden jüngeren, der Riss- und Würmeiszeit. Der Salzachtalgletscher stieß, aus den Alpen kommend und das Salzburger Seengebiet schaffend, bis zu den Endmoränen bei Palting und Kerschham vor, das Mattigtal war wohl typisches Gletschervorland, versumpft und vielleicht mit Gletscherendsee. Gegen Ende der jeweiligen Eiszeit schmolz das Gletschereis, riesige Wassermengen konnten nun das vom Gletscher transportierte Material weit nach Norden verfrachten und dabei ein breites Tal zwischen Kobernaußerwald und der Hochfläche des Südinnviertler Seengebiets tief ausschürfen. Als das Schmelzwasser weniger wurde, setzte statt Abtragung Sedimentation ein und weite, ebene Terrassenflächen wurden akkumuliert. In die bestehenden, älteren Terrassenfluren erodierten und akkumulierten dann wieder die jüngeren Schmelzwasserströme. So stammt die ältere und höhere Hochterrasse aus der Rißzeit, die jüngere, tiefere Niederterrasse aus der Würmeiszeit. In jene hat sich seit Ende der Eiszeit schon wieder eine schmale, etwas tiefere Alluvialebene, die Talaue des Schwemmbaches eingetieft.

### Wirtschaftliche Nutzung, Regulierung und Hochwasserschutz

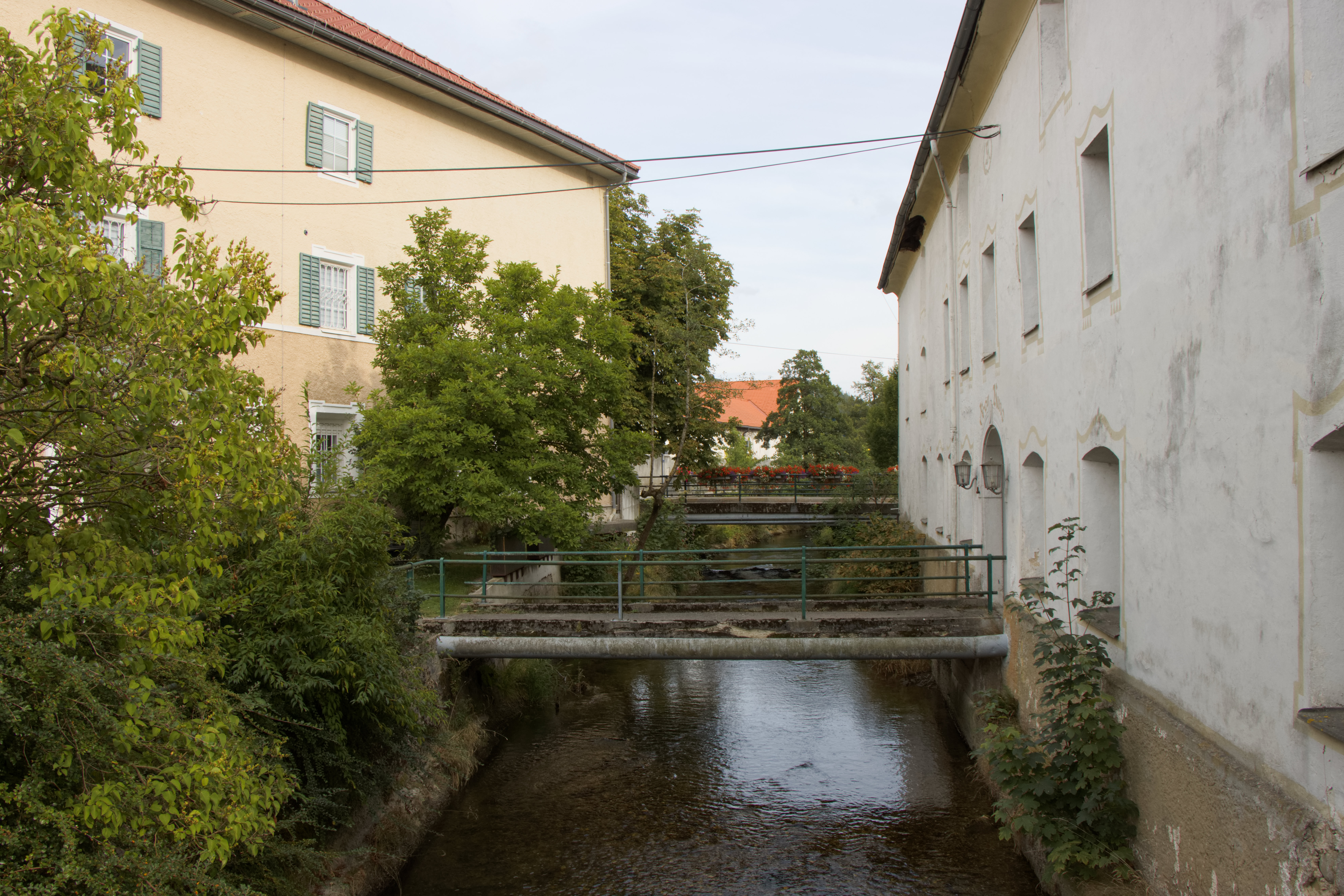
Der Schwemmbach in Munderfing

Aus dem Salbuch der Herrschaft Friedburg aus dem Jahre 1363 geht hervor, dass das Fischereirecht am Schwemmbach dieser Herrschaft gehörte. Später ging das Recht durch Kauf an Private über. Fischereilich galt und gilt der Schwemmbach als gutes Forellenwasser wie ein Bericht aus den Jahren um 1930 in der Luxemburger Jagdzeitung Chasse et Peche zeigt.
Der Schwemmbach wurde bereits ab dem Jahr 1765 zum Zwecke der Holztrift umgebaut, welche dem Bach schon damals eine aber noch verträgliche Begradigung und Umlegung bescherte. Der Bau der Triftanlage wurde von der churbayerischen Regierung begonnen. Sie bestand aus den nördlich und nordöstlich von Schneegattern gelegenen vier Triftklausen (= Wasserspeicher), und zwar der Riedlbach-, der Rabenbach-, der Achbach- und der Weißenbachklause. Nachdem das Innviertel 1779 an Österreich gekommen war, wurden die Ausbauarbeiten fortgesetzt und vollendet. Im Jahre 1882 kam die Schwarzmoosklause hinzu. Das Triftgerinne wurde durchgehend breit ausgeführt, um eine konstante Wassertiefe während der Trift zu erreichen. Aus diesem Grund wurde zwischen dem Nordausgang von Munderfing und der Mündung bei Höfen der Schwemmbach entlang der Reichsstraße verlegt, wobei im Bereich von Mattighofen das künstliche Gerinne an die östliche Ortsgrenze geleitet wurde. Der ursprüngliche Schwemmbach ist der Mitterbach, der durch Schalchen floss.
Die Leitung des Triftwesens, die Aufsicht über Klausen und Rechen, die Bereitung und Zufuhr des Brennholzes sowie die Führung der Verrechnung oblag dem 1812 eingerichteten Triftamt in Weißenbach bei Schneegattern. Erst später wurde unter der österreichischen Herrschaft die Leitung des Betriebes dem k. u. k. Forstamt in Friedburg übertragen. Die Triftstrecke betrug bis Hagenau insgesamt 52 Kilometer, wobei auf den Schwemmbach 28,7 Kilometer und je 6 km auf den Riedl- und Weißenbach entfielen, der Rest entfiel auf die Mattig. Von 1820 bis 1861 wurden jährlich durchschnittlich 7.601 Klafter (à 240 Scheiter) (insgesamt also jährlich rund 52000 m³), in Weich- und Hartholz getriftet. Die höchste Triftmenge hatte das Jahr 1835 mit 10.795,5 Klafter Holz.
Der Schwemmbach treibt alleine in der Gemeinde Munderfing drei Sägewerke und drei Kleinkraftwerke mit seiner Wasserkraft an. Die dafür nötigen Wehranlagen verhindern die Durchgängigkeit bis heute, da keine Fischwanderhilfen eingebaut wurden. Ebenso wenig wurde bei dem von der öffentlichen Hand gebauten Rückhaltebecken in Teichstätt eine Fischaufstiegshilfe geschaffen.
Um die Jahrhundertwende wurden im Ortsgebiet von Munderfing die ersten Hochwasserschutz-Maßnahmen gesetzt, welche aber nur kleinräumig ausgeführt wurden.
Der Hainbach ist ein kleiner, aber sehr hochwasseranfälliger Bach. Ehemals war er ohne Mündung und versickerte spätestens in der Lengauer Ortschaft Bach, führte aber durch Versiegelungen und Drainagierungen immer mehr Wasser und drang 1964 erstmals über Valentinhaft bis nach Munderfing vor. Im Jahre 1968 wurde er in ein neues Bachbett, Mittelwasserüberführung genannt, verlegt und später unterhalb des heutigen Rückhaltebeckens in den Schwemmbach eingeleitet.
In den Jahren 1969 bis 1971 erfolgten die Regulierungen im Raum Achenlohe und die Regulierungen südlich von Munderfing in den Jahren 1972 bis 1976. Bei den beiden letzten Regulierungen wurde außerhalb des Ortsgebietes, im kaum bebauten Gebiet, eine Begradigung mit Ufer- und Sohlsicherung (harte Ausführung mit Blocksteinen) durchgeführt.
Später wurden in der Gemeinde Lengau zwei Hochwasserrückhaltebecken gebaut. Diese beiden Becken fassen so viel Wasser, dass sie mit heutigem Stand des Ausbaus mit 50-jährlichen Hochwässern fertigwerden. Da diese Hochwasserrückhaltebecken den Abfluss in den Schwemmbach mit 6 m³ begrenzen, ist nunmehr die Hochwassergefahr am Schwemmbach weitestgehend beseitigt.